# Gogó Rojo
Gogó Rojo, nome d'arte di Gladys del Valle Rojo Castro (Santiago del Estero, 7 dicembre 1942 – Buenos Aires, 26 luglio 2021), è stata un'attrice argentina.
Durante gli anni sessanta e settanta è stata una vedette del teatro di rivista in Spagna e Sud America. Al cinema è apparsa in alcune produzioni spagnole, a partire da La mano de un hombre muerto di Jesús Franco (1962).
La sua carriera cinematografica si è conclusa alla fine degli anni settanta. È apparsa anche sui palcoscenici argentini, interpretando nel 1997 la commedia Humor, plumas y buena forma, riesumazione del vecchio mondo del teatro di rivista.
La sorella maggiore Ethel Rojo (Santiago del Estero, 23 dicembre 1937 - Buenos Aires, 24 giugno 2012) è stata anche lei attrice di rivista e di cinema, spesso in coppia con Gogó.

## Filmografia
- La mano de un hombre muerto, regia di Jesús Franco (1962)
- Mi adorable esclava, regia di José María Elorrieta (1962)
- Esa pícara pelirroja, regia di José María Elorrieta (1963)
- Whisky y vodka, regia di Fernando Palacios (1965)
- ¡Viva América! (La vera storia di Frank Mannata), regia di Javier Setó (1969)
- Crimen imperfecto, regia di Fernando Fernán Gómez (1970)
- El apartamento de la tentación, regia di Julio Buchs (1971)
- La cera virgen, regia di José María Forqué (1972)
- Alta tensión (Doppia coppia con regina), regia di Julio Buchs (1972)
- Los amantes de la isla del diablo, regia di Jesús Franco (1972)
- Casa Flora, regia di Ramón Fernández (1973)
- Hay que romper la rutina, regia di Enrique Cahen Salaberry (1974)
- Los caballeros del Botón de Ancla, regia di Ramón Torrado (1974)
- Maridos en vacaciones, regia di Enrique Cahen Salaberry (1975)
- Escrito en América, (episodio El hombre de la esquina rosada) - Film per la TV (1979)